# Jerry Trainor

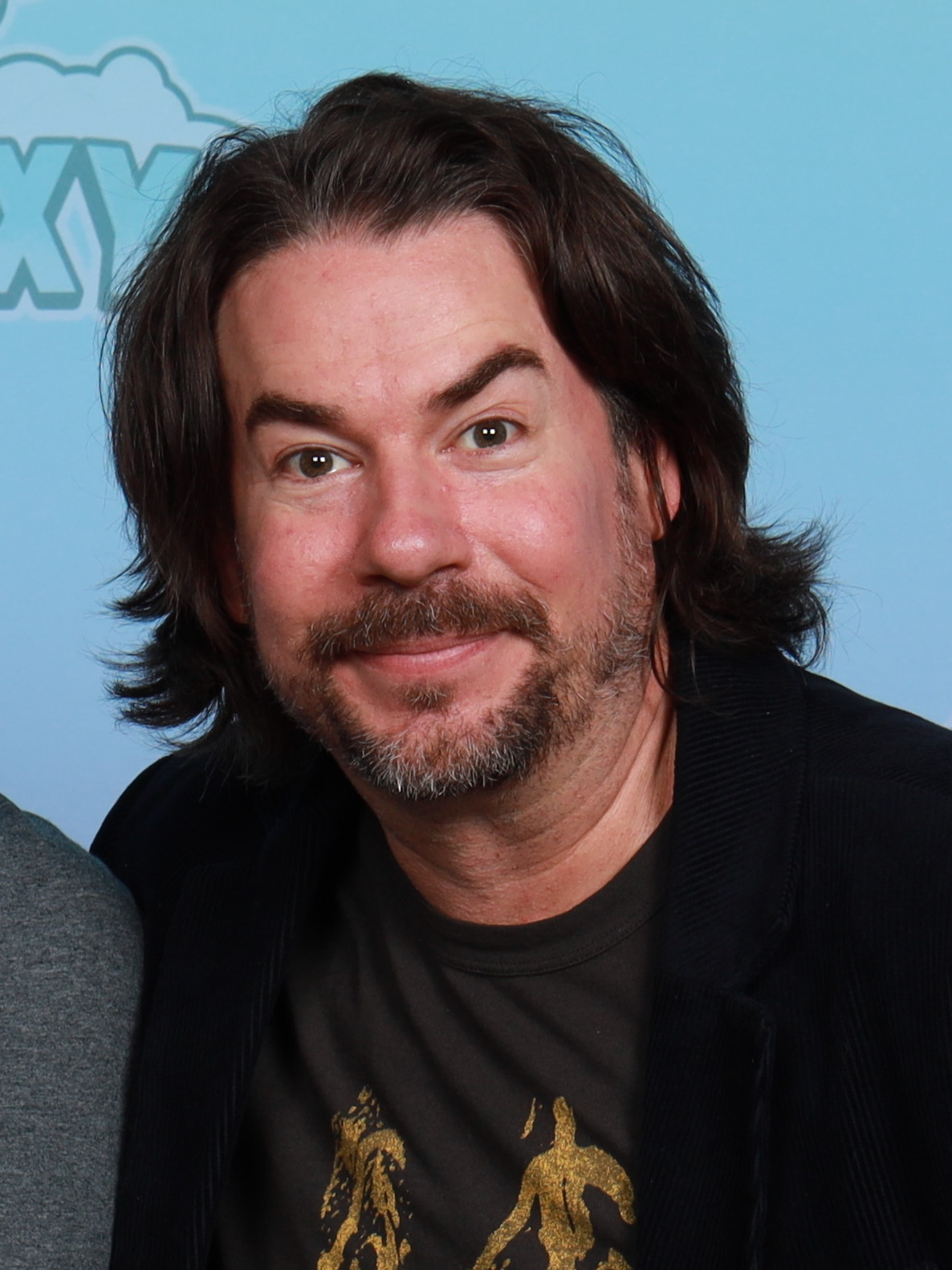
Jerry Trainor (2025)

Gerald „Jerry“ William Trainor (* 21. Januar 1977 in San Diego, Kalifornien) ist ein US-amerikanischer Schauspieler, der durch seine Rolle des Spencer Shay in der Fernsehserie iCarly bekannt wurde.

## Karriere
Jerry Trainor machte seinen Abschluss an der San Diego High School. Seinen ersten Fernsehauftritt hatte er in der MTV-Sendung Undressed – Wer mit wem?
Hauptsächlich ist Trainor im Fernsehen zu sehen. So hatte er kleinere Rollen in verschiedenen Fernsehserien, darunter auch wiederkehrende Rollen in der Krimi-Serie Crossing Jordan – Pathologin mit Profil und der Jugendserie Drake & Josh.
Von 2007 bis 2012 spielte Trainor die Hauptrolle des Spencer Shay, den großen Bruder von Carly (Miranda Cosgrove), in der Fernsehserie iCarly und den dazugehörigen Filmen. In der Animationsserie T.U.F.F. Puppy sprach er die Hauptfigur. 2013 spielte er die Hauptrolle des Vinnie Bassett, den erziehungsberechtigten Onkel von Wendell (Buddy Handleson), in der Fernsehserie Wendell & Vinnie. Von 2021 bis 2022 moderierte er zudem die Reality-Spielshow Tooned In bei Nickelodeon.

## Filmografie (Auswahl)

### Filme
- 2001: Donnie Darko
- 2001: Evolution
- 2004: Girls United – Again (Bring It On Again)
- 2008: iCarly: Trouble in Tokio (iCarly: iGo to Japan, Fernsehfilm)
- 2008: Fröhliche Weihnachten, Drake & Josh (Merry Christmas, Drake & Josh, Fernsehfilm)
- 2009: iCarly: Vier Fäuste für iCarly (iCarly: iFight Shelby Marx, Fernsehfilm)
- 2011: Best Player (Fernsehfilm)
- 2011: iCarly: Party mit Victorious (iCarly: iParty with Victorious, Fernsehfilm)
- 2012: iCarly: Ciao Carly (iCarly: iGoodbye, Fernsehfilm)
- 2022: Snow Day

### Fernsehserien
- 2000: Undressed – Wer mit wem? (Undressed, zwei Folgen)
- 2001: Malcolm mittendrin (Malcolm in the Middle, Folge 2x24 Großalarm)
- 2001: Boston Public (Folge 1x22)
- 2002: What’s Up, Dad? (My Wife and Kids, Folge 2x26)
- 2002: Angel – Jäger der Finsternis (Angel, Folge 4x05)
- 2002: Emergency Room – Die Notaufnahme (ER, Folge 9x06)
- 2004–2005: Crossing Jordan – Pathologin mit Profil (Crossing Jordan, fünf Folgen)
- 2004–2007: Drake & Josh (neun Folgen)
- 2007–2012: iCarly
- 2010, 2012: Victorious (zwei Folgen)
- 2010–2015: T.U.F.F. Puppy (Stimme)
- 2013–2014: Wendell & Vinnie (20 Folgen)
- 2016: 2 Broke Girls (Folge 5x20)
- 2016–2017: Still the King (zehn Folgen)
- 2016–2017: Star gegen die Mächte des Bösen (Star vs. The Forces of Evil, drei Folgen, Stimme)
- 2017: Bunsen ist ein Biest (Bunsen is a Beast, drei Folgen, Stimme)
- 2017: Law & Order True Crime (Folge 1x03)
- 2018: Henry Danger (Folgen 4x25–4x26)
- 2019: Nick für ungut (No Good Nick, fünf Folgen)
- 2021–2023: iCarly (2021) (33 Folgen)